# Gwajakowiec
Gwajakowiec (Guaiacum L.) – rodzaj roślin z rodziny parolistowatych (Zygophyllaceae). Obejmuje 6 gatunków. Wszyscy przedstawiciele rodzaju rosną w naturze na suchych obszarach w strefie subtropikalnej kontynentów amerykańskich, od Florydy i północnego Meksyku po Peru i Boliwię na południu. 
Gwajakowce (zwłaszcza gwajakowiec lekarski i Guaiacum sanctum) zostały niemal wytępione zupełnie z powodu wielkiego zapotrzebowania na nie jako leki na choroby weneryczne (w tym zakresie stosowane były już przez Indian), zwłaszcza kiłę (stosowane były razem z rtęcią). Drewno tych drzew jest bardzo cenione ze względu na twardość i trwałość, także w wodzie morskiej. Wykonuje się z nich m.in. krążki linowe, koła pasowe, kule do kręgli.

## Systematyka
Synonimy
Guajacum  L., orth. var.
Pozycja systematyczna według APweb (2001...)
Rodzaj należący do podrodziny Larreoideae, rodziny parolistowatych (Zygophyllaceae R.Br.), rzędu parolistowców i kladu różowych w obrębie okrytonasiennych.
Wykaz gatunków
- Guaiacum coulteri A.Gray
- Guaiacum nellii (G.Navarro) Christenh. & Byng
- Guaiacum officinale L. – gwajakowiec lekarski
- Guaiacum palmeri Vail
- Guaiacum sanctum L.
- Guaiacum unijugum Brandegee